# Menarche
Menarche (uttal: Menn-arke) är kvinnans menstruationsdebut. Från både socialt och medicinskt perspektiv är menarche ofta sedd som en central del av kvinnlig pubertet, då den ger tecken på möjlighet för fertilitet. Vanligtvis förekommer den mellan 10 och 16 års ålder, men den kan komma så tidigt som vid 9 år eller så sent som vid 17 år. Förbättrad hälsa och kosthållning ledde till att åldern för menarche sjönk påtagligt i stora delar av världen under det senaste dryga seklet, men har sedan 1970-talet varit relativt konstant i industrivärlden. Genomsnittlig ålder är idag 13 år och har varit så sedan 1970-talet. 
Menarche inleds då ett flertal faktorer uppfylls, däribland:
- Tillräckligt hög kroppsmassa (17 % kroppsfett)
- Dysinhibering av GnRH-utsöndring från hypotalamus
- Sekretion av östrogen från äggstockarna som svar på hormoner från hypofysen. Under en period på 2–3 år leder detta till tillväxt av livmoder, bröst, breddning av bäckenbenet samt andra sekundära könskarakteristika.